# Vincent Lindon
Vincent Lindon (Boulogne-Billancourt, Altos del Sena; 15 de julio de 1959) es un actor francés.

## Vida personal
Lindon fue pareja de Carolina de Mónaco de 1990 a 1995. Se retiró a vivir con ella en Saint-Rémy-de-Provence y la ayudó a criar a los niños Casiraghi.
Actualmente está separado de su esposa, la también actriz y cantante francesa Sandrine Kiberlain.

## Filmografía no exhaustiva
| - La aparición (2018) "L'apparition" - "Rodin" (2018 - Mademoiselle Chambon (2009) - Welcome (2009), de Philippe Lioret - Pour elle (2008) - Ceux qui restent (2007) - L'Avion (2005) - La Moustache (2005) - La Confiance règne (2004) - Les Clefs de bagnole (2003) - Le Coût de la vie (2003) - Sole Sisters (Filles uniques) (2003) - Vendredi soir (2002) - Le Frère du guerrier (2002) - Chaos (2001) - Mercredi, folle journée! (2001) - Ningún escándalo (1999) - Ma petite entreprise (1999) - Belle maman (1999) . - L'École de la chair (1998) - Paparazzi (1998) - Le Septième ciel (1997) - Fred (1997) - La belle verte (1996) - Les Victimes (1996) - Vite strozzate (1996), de Ricky Tognazzi - La Haine (1995) | - L'Irrésolu (1994) - Tout ça... pour ça! (1993) - La Crise (1992) - La Belle histoire (1992) - Netchaïev est de retour (1991) - La Cabine (1991) - Gaspard et Robinson (1990) - Il y a des jours... et des lunes (1990) - La Baule-les-Pins (1990) - L'Étudiante (1988) - Quelques jours avec moi (1988) - Un homme amoureux (1987) - Dernier été à Tanger (1987) - Yiddish Connection (1986) - Half Moon Street (1986) - Prunelle Blues (1986) - Suivez mon regard (1986) - 37°2 le matin (1986) - Parole de flic (1985) - Notre histoire (1984) - L'Addition (1984) - Le Faucon (1983) |  |

## Premios y distinciones
Festival Internacional de Cine de Cannes
| Año  | Categoría   | Película           | Resultado |
| ---- | ----------- | ------------------ | --------- |
| 2015 | Mejor actor | La ley del mercado | Ganador   |